# Хендрикс, Кен
Кеннет Хендрикс (англ. Kenneth Hendricks) (предположительно 8 декабря 1941 — 21 декабря 2007) — американский бизнесмен, миллиардер, основатель и руководитель компании ABC Supply — крупнейшего поставщика кровельных материалов на рынке США с годовым оборотом в 3 млрд долларов.
Его личное состояние оценивалось в 2,6 млрд. долларов. В рейтинге самых богатых людей США, опубликованном в сентябре 2007 года журналом Forbes, Хендрикс занимал 91-е место.
Вечером 21 декабря 2007 год 66-летний Хендрикс поднялся на крышу строящегося особняка в городке Рок, штат Висконсин. Перекрытия здания обрушились, и он упал с большой высоты. Он получил серьёзные травмы головы и был доставлен в больницу, где умер 22-го утром, не приходя в сознание.